# 공주 동혈사 삼층석탑
공주 동혈사 삼층석탑은 대한민국 충청남도 공주시 의당면 월곡리, 동혈사에 있는 삼층석탑이다. 2018년 6월 1일 공주시의 향토문화유적 제37호로 지정되었다.
　

## 지정 사유
고려 말 석탑이다.
　